# Televangelismo
Televangelismo (prefixo tele- "longe" + "evangelismo", algumas vezes chamado de teleministério) é o uso da mídia, especificamente rádio e televisão, para divulgar o Cristianismo. O termo original deriva do inglês televangelism, um portmanteau de television e evangelism, cunhado pela revista americana Time.
Um televangelista (por vezes, chamado de telepastor, no contexto protestante) é um ministro, seja oficial ou autoproclamado, que dedica grande parte de seu ministério à radiodifusão televisiva, fazendo pregações por meio de programas de televisão, em canais que atingem um grande número de telespectadores. O termo é geralmente usado em caráter pejorativo por críticos da prática para se referir a tais ministros. A prática do televangelismo é mais comum entre os evangélicos neopentecostais, porém, existem televangelistas católicos e de outras subdivisões do cristianismo e inclusive muçulmanos como Adnan Oktar são descritos como tal.

## História
O televangelismo tem suas origens na segunda metade do século XIX com reuniões de avivamento, rurais (camp meetings) e depois urbanas, e especialmente no início do século XX, com pregadores estrelas viajantes que ampliam seu público conforme as técnicas de comunicação.
Uma pioneira no campo é Aimee Semple McPherson, fundadora da Igreja Quadrangular, que usou rádio e telefone na década de 1920 e 1930 para alcançar um público mais amplo.
Nos Estados Unidos, a Grande Depressão dos anos 1930 implicou em um ressurgimento das pregações via rádio nas regiões Centro-Oeste e Sul do país, alguns missionários iam de cidade em cidade com carros de som, vivendo de doações. Vários desses passaram ao rádio como resultado de sua popularidade. Um dos primeiros pregadores a usar extensivamente o rádio foi Samuel Parkes Cadman, iniciando em 1923.
Em 1928, Cadman tinha um programa de rádio semanal na rádio da National Broadcasting Company (NBC), sua oratória conseguiu a audiência de mais de cinco milhões de pessoas em todos os Estados Unidos.
Em 1951, o produtor Dick Ross e o evangelista batista Billy Graham fundaram a produtora de films World Wide Pictures, que fará vídeos em seu pregação e filmes cristãos.
Em 1956, a Igreja Batista Thomas Road em Lynchburg e Jerry Falwell fundaram o programa "Old Time Gospel Hour".
A Christian Broadcasting Network foi fundada em 1960 em Virginia Beach, Estados Unidos, pelo pastor batista Pat Robertson.
Em 1978, Charles Stanley começou a transmitir o programa de televisão In Touch (Em contato). O programa foi traduzido para 50 idiomas.
O televangelismo começou como um peculiar fenômeno americano, resultado de uma mídia sem regulamentação, em que as redes de televisão aberta e por assinatura estavam acessíveis a praticamente qualquer pessoa que pudesse pagar, combinada com a grande população cristã do país, capaz de fornecer o financiamento necessário para a compra de horários de televisão. A crescente globalização das mídias permitiu a alguns televangelistas americanos chegarem a públicos mais amplos fora dos Estados Unidos através /d/e redes de televisão internacionais, especialmente as declaradamente cristãs, como Trinity Broadcasting Network, conhecida como TBC e a GOD TV. A prática também se expandiu a outros países, criando televangelistas locais, tal caso ocorreu no Brasil. Alguns países têm maior controle da mídia e restringem a participação de Igrejas na televisão. Em tais países, a programação religiosa é geralmente produzida por companhias de televisão (algumas vezes como um requerimento ou serviço público obrigatório) ao invés de por interesse de grupos privados. Alguns televangelistas são também pastores regulares em seus ministérios e locais de culto (geralmente em megaigrejas), mas a maioria de seus seguidores vem da sua audiência na televisão e no rádio. Outros não têm filiação com ministérios específicos e acabam por ter atuação apenas nos canais de televisão.
Transmissões via rádio eram vistas como uma atividade complementar para o tradicional missionarismo, permitindo o aumento no número de pessoas atingidas e redução de gastos para isso e também facilitando o acesso à mitologia cristã em países que tinham proibido a atividade dos missionários. O objetivo do rádio cristão era converter novas pessoas ao cristianismo e fornecer informações e apoio aos fiéis. Tal ideia continua a funcionar hoje, também via televisão. Existiram rádios de ondas curtas em todo mundo cristão, como HCJB, em Quito, Equador,WYFR,  da Family Radio e a Bible Broadcasting Network(BBN), entre outras.

## Televangelismo no Brasil
O Televangelismo no Brasil é algo muito comum em emissoras de TV, seja por Sinal aberto, TV por assinatura, Antena Parabólica, anteriormente chegando ser realizado em mídia fisíca como CD's, VHS's e DVD's e mais recentemente pela através de banners e vídeos na internet. 

### Mosaico na TV
O programa mais antigo em exibição na TV Brasileira na atualidade é o Mosaico na TV, sendo ele um programa religioso da comunidade judaica na cidade de São Paulo, inicialmente sendo transmitido pela TV Excelsior e estreou em 16 de julho de 1961. O segundo programa mais antigo é o Programa Silvio Santos de 1963, iniciado na TV Paulista.
Fundado por Francisco Gotthilf, o programa Mosaico na TV contém uma linha editorial pluralista com forte direcionamento cultural, o programa sempre recebeu convidados de diferentes religiões, bem como de todos os setores da comunidade Judaica, funcionando, de acordo com Francisco Gotthilf, seu idealizador, como uma ponte pelo entendimento e contra o preconceito.
Além da passagem pela TV Excelsior, o Mosaico na TV depois passou pela TV Cultura, TV Tupi, TV Gazeta, Rede 21, e Rede CNT. Atualmente é exibido aos domingos, às 22 horas, através das operadoras de TV por assinatura, Vivo TV e Claro TV, e pela internet.

### Santa Missa no seu lar
Os programas mais antigos da Televisão no Brasil são o Mosaico na TV de 1961 e o Programa Silvio Santos de 1963, seguido por Santa Missa no seu lar, atualmente chamado somente de Santa Missa. Inicialmente a Arquidiocese de São Sebastião do Rio de Janeiro transmitia sua missa pela TV Exlcesior entre 1963 e 1968; posteriormente o programa vai para Rede Globo estreando em 4 de fevereiro de 1968, sendo exibido até os dias atuais e apresentado por Padre Marcelo Rossi desde 2001, além de ser o programa que está mais tempo no ar na emissora. Até 2008, foram ao ar 2.163 celebrações da Santa Missa, num total de mais de 2.343 horas. O programa consiste na transmissão de uma missa televisionada, o que ajuda principalmente muito pessoas doentes ou impossibilitados de estar presente presencialmente na missa, pois oferece a possibilidade de se unir a uma celebração eucarística através da televisão.

### Igreja Universal do Reino de Deus

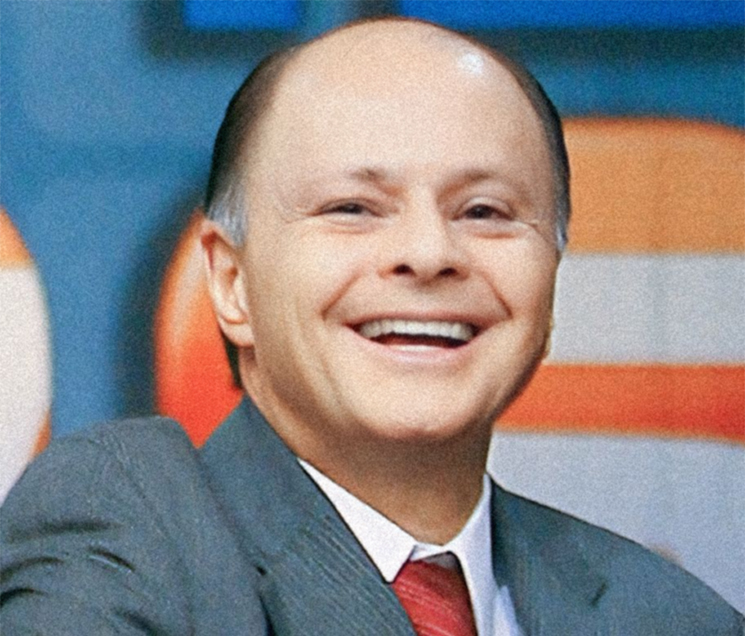
Bispo Edir Macedo líder e fundador da Igreja Universal do Reino de Deus durante a inauguração da Record News em 2007

Na vertente protestante sobre o televangelismo o extinto programa O Despertar da Fé de 1978, foi um programa produzido pela Igreja Universal do Reino de Deus apresentado por RR Soares e Edir Macedo e transmitido pela TV Tupi. O programa se iniciava às 7h30min, atraindo um notável público de telespectadores, em grande parte devido ao fato de as outras emissoras de televisão não exibirem nenhuma programação específica. O Despertar da Fé era gravado às segundas-feiras, às 7h30 da manhã, sendo gravados cinco programas de uma única vez, com Macedo sendo o apresentador principal e outra vezes era apresentado por Soares. O cenário usado na composição do programa era o de duas mãos unidas em posição de oração, cortados suavemente por raios solares. No programa também era realizado um quadro nomeado de Painel da Verdade. Após a Rede Tupi sair do ar, a Igreja Universal começa exibir O Despertar da Fé a partir 1981 na Rede Bandeirantes. O programa chegou a ser exibido em mais de 20 estados do Brasil.

#### Programas de TV realizados pela Universal
A Universal exibe programas gravados como, Nosso Tempo, Plantão da Fé, SOS Espiritual além de outros programas que são apresentados por pastores e bispos da denominação liderada pelo bispo Edir Macedo, são programas que tem duram cerca de 30 minutos que convidam as pessoas para ir a igreja, aonde o pastor mostra na televisão versículos da Bíblia e testemunhos que acontecem nos cultos. Além de programas com viés totalmente religiosos, a Igreja Universal exibe o Fala que eu te escuto que é um programa de debates abordando diversos assuntos. Anteriormente, em 1990, existia um programa semelhante que chamava-se 25º Hora com a apresentação do bispo Honorilton Gonçalves. Em 1998 o programa recebeu o nome de Fala que eu te escuto e segue no ar até os dias atuais e debate sobre diversos temas, inclusive assuntos seculares, debate de assuntos polêmicos, atualidades, opinião de especialistas, presenças de celebridades e ao final, um momento de fé, aonde no término do programa é realizada uma oração com o copo com água. Em 2020 surge um programa parecido criado pela IURD chamado EntreLinhas que é um programa de entrevistas, porém, voltado a debater assuntos mais profundos sobre religião e fatos do cotidiano, sempre terminando com uma oração ao fim do programa. Através da TV Universal, a Igreja Universal também produz o programa A Palavra Amiga do Bispo Macedo, apresentado pelo próprio Edir Macedo. O programa inicialmente radiofônico, passou a ser transmitido pela televisão e internet. O programa consiste em uma mensagem de fé ministrada pelo bispo Edir Macedo e testemunho de transformações na vida das pessoas. A Universal também realiza o O Santo Culto no seu lar que é um programa semelhante ao Santa Missa no seu lar. O programa consiste na transmissão de um culto realizado pela Igreja Universal do Reino de Deus. A Universal também produz o The Love School apresentado pelo bispo Renato Cardoso e sua esposa Cristiane Cardoso. Com uma roupagem mais moderna e menos religiosa, o programa não deixa de falar sobre a Bíblia, porémo programa é voltado para ajudar casais e solteiros a terem uma qualidade de vida melhor através das mensagem e dicas dadas no programa. O programa religioso mais recente criado pela Igreja Universal em 2021, é o Benção da Família na sua casa, um programa onde o bispo Edir Macedo prega o Evangelho e faz uma oração com os telespectadores no dia do Natal. Os programas da Igreja Universal são transmitidos por emissoras de TV como a RecordTV, Record News, Rede 21, Rede CNT e TV Templo. Pela internet é exibido no YouTube, Facebook e Instagram, além da plataforma de streaming de vídeo Univer Vídeo que pertence a Igreja Universal.

### Pastor Silas Malafaia
Em 1982, o pastor Silas Malafaia estreava o programa Renascer na RecordTV Rio, que posteriormente chamou-se TV Copacabana e TV Corcovado e atualmente é a CNT Rio de Janeiro. Malafaia ficou no ar pela Rede CNT durante 32 anos na emissora, saindo em 2014, após a Igreja Universal comprar todos os horários da emissoras. Aos 15 anos de idade, Malafaia já sonhava em estar na televisão. Na década de 80, Malafaia fica fascinado com o poder do televangelismo; vendeu um carro, pediu dinheiro emprestado a um amigo e contou com a ajuda de Sotero Cunha que lhe concedeu auxílio financeiro para alugar um horário na TV Corcovado. A emissora propôs ao pastor Silas que trouxesse outros pastores para alugar horários no canal e assim o Malafaia ganharia uma comissão que seria usada para pagar o horário que ele arrendava. Silas comprou mais espaços na programação e revendia para outros pastores. Aos 24 anos, casado, pastor e líder da Igreja Evangélica Assembleia de Deus na Penha, Malafaia já tinha seu espaço na televisão. 
O programa Renascer era uma programa com uma produção simples, com duas câmeras paradas em pé e o pastor Silas Malafaia sentado atrás de uma mesa. Silas da uma palavra evangelística durante 15 minutos, em seguida entrava os comerciais e posteriormente, Malafaia chamava os pastores para cantar e debater assuntos de temas variados.

### Show da Fé

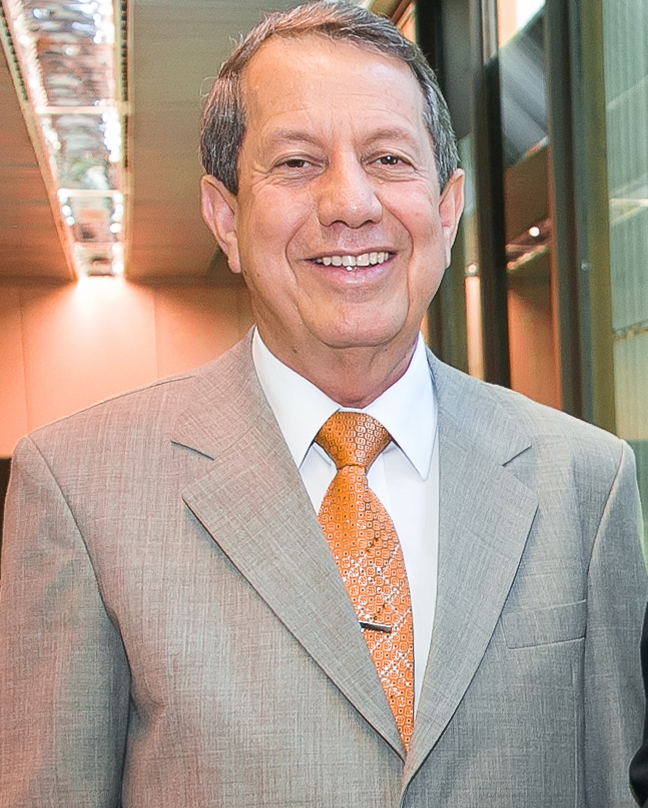
R. R. Soares, fundador da Rede Internacional de Televisão (RIT) e apresentador do programa de televisão religioso Show da Fé.

No ar desde 1997, o programa Show da Fé é mais um programa que marca a carreira do Missionário RR Soares como televangelista.  Ao perceber que uma multidão estava parada em frente ao estabelecimento assistindo um televisor, completamente fascinada pelo que via através daquela tela, ele fez uma oração: 
“Ninguém está usando esta nova invenção para falar do Senhor, meu Deus. Dê-me os meios e a oportunidade, e eu estarei naquela tela falando do Seu amor”
Em novembro de 1977, Soares inicia o maior projeto de evangelização pela TV no Brasil. Mesmo que os custos fossem altíssimos, em dezembro de 1997, pela primeira vez na televisão brasileira, alguém falava de Cristo durante o horário nobre. Além da TV, o Show da Fé possui um jornal e uma revista com o mesmo nome. O Show da Fé é o programa televangelístico brasileiro de maior extensão global, chegando a países de quase todos os continentes, num total de 160 nações, transmitindo cultos em Língua portuguesa, espanhol, inglês, russo, coreano, hindi e telegu. A partir de 2003, o programa passa a ser exibido na Rede Bandeirantes. Em 2013, o aluguel do Show da Fé em horário nobre custava R$ 10 milhões de reais mensais. O programa ficou no ar durante 18 anos e teve seu término por conta da preferência da Band exibir o programa Faustão na Band no ar no mesmo horário. No último de exibição, a Band realizou um vídeo em homenagem a RR Soares, agradecendo aos 18 anos de parceria com a emissora.
O programa segue no ar, pela RIT,  RedeTV e internet.

### Igreja Renascer em Cristo
A Igreja Renascer em Cristo também transmite seus cultos na TV desde 1992 quando passou arrendar alguns espaços na Rede Manchete e posteriormente da Rede CNT. A primeira concessão de TV veio em 1996, no governo Fernando Henrique Cardoso, quando a igreja fundou a Rede Gospel. Nesta emissora, a Igreja Renascer transmite programas como De bem com a vida, apresentado pela bispa Sônia Hernandes, além de cultos da Renascer em Cristo. 
Em 1999, a Rede Manchete passa por crises financeiras e a Igreja Renascer em Cristo assume o comando da emissora em uma parceria entre a emissora e a Igreja. Os programas eram produzidos pela produtora RGC, ligada à Igreja Renascer e com quem foi assinado o acordo com o Grupo Bloch. O então Ministro das Comunicações, Pimenta da Veiga, reprovou o acordo. Alguns dias depois, a Renascer disse que não ia pagar as dívidas da Manchete, ferindo o acordo. Após um mês de muita tensão entre o Grupo Bloch e a Igreja Renascer, o acordo foi rompido em fevereiro do mesmo ano, alegando o descumprimento de cláusulas contratuais.

## Arrendamento de emissoras em até 22 horas do dia

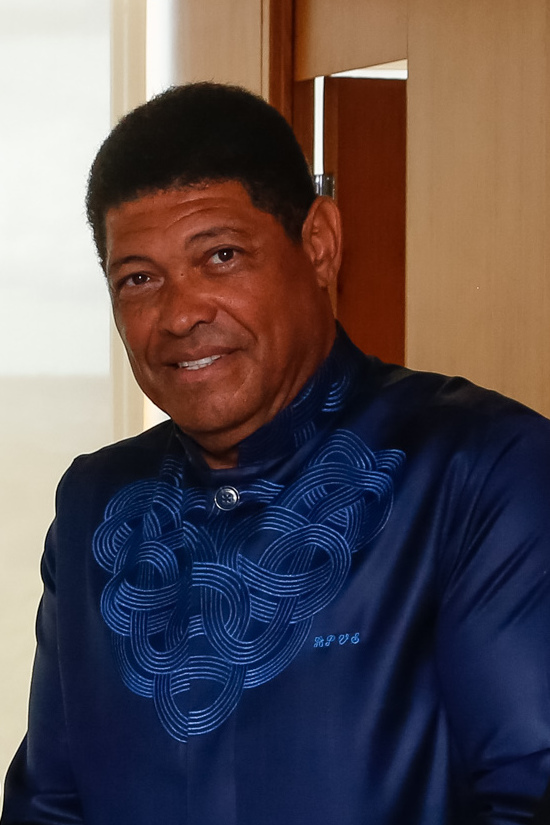
Valdemiro Santiago, fundador da Igreja Mundial do Poder de Deus

Após o caso da Igreja Renascer com a Rede Manchete, que não durou muito tempo e até havia horário arrendados em diversos canais, com programações que variavam de 30 minutos até em torno de 6 horas por dia, porém, a partir da década de 2000 começou a popular-se o arrendamento de horários de televisão em até 22 horas por dia. O apóstolo Valdemiro Santiago líder e fundador da Igreja Mundial do Poder de Deus é considerado pioneiro neste tipo de negociação. Em agosto de 2008, Santiago ganhou notoriedade quando fechou acordo com o Grupo Bandeirantes e começou a transmitir os cultos da Igreja Mundial pela Rede 21, além de duas horas na Rede Bandeirantes. Esse tipo de aluguel de horário foi responsável pelo crescimento da Igreja Mundial do Poder de Deus em todo o Brasil. A programação forma-se com os telecultos apresentado pelo próprio Valdemiro Santiago ou por bispo e pastores da denominação, testemunho de curas de doença e transformação de vida através do Evangelho. 
A partir da década de 2010, esse tipo de ação começou a se tornar muito comum, chegando até ocorrer disputas entre igrejas evangélicas e valores milionários para alugar horários de TV. Igrejas como, a Igreja Universal do Reino de Deus, Igreja Mundial do Poder de Deus, Igreja Apostólica Plenitude do Trono de Deus e Igreja Internacional da Graça de Deus são as que mais alugam espaços na TV Aberta com horários estendidos.
Emissoras como a Rede CNT, Rede 21, RBI TV, Rede Brasil e Ideal TV são as emissoras em âmbito nacional que costumam a fazer esse tipo de aluguel com horários estendidos para igrejas.
Em 2012, durante o Governo Dilma Rousseff foi cogitado o fim do aluguel de horários das concessões públicas de rádio e TV. O fato não chegou acontecer pois o arredamento horários acontece até os dias atuais.